# Corozal (Porto Rico)
Corozal è una città di Porto Rico situata nella zona centro-settentrionale dell'isola. L'area comunale confina a nord con Vega Alta e Toa Alta, a est con Naranjito, a sud con Barranquitas e Orocovis e a ovest con Morovis. Il comune, che fu fondato nel 1795, oggi conta una popolazione di oltre 35 000 abitanti ed è suddiviso in 13 circoscrizioni (barrios).